# Konyha (zenekar)
A Konyha 2010-ben alakult magyar pop-rock, progresszív rock  zenekar. 
Az Eurovíziós Dalfesztivál 2019-es magyar előválogatóján A Dal műsorban a Százszor visszajátszott című számukkal indultak, ami az azt követő hetekben a Mahasz slágerlistájának 15. helyéig jutott. Majdnem egy év múlva, 2020 januárjában a slágerlista tetejére jutottak a tizenhét énekes (Fábián Juli Film Allstars) közreműködésével készült Földrevaló című felvétellel ami Fábián Juli énekesnőnek állít emléket.

## Története
A zenekart 2010 őszén a Magashegyi Underground gitárosaként ismert Szepesi Mátyás alapította. Az első felvételeket még az alapítás előtt készítették G. Szabó Hunor dobossal. A formáció alapításakor Herr Attila basszusgitáros és Badics Márk dobos alkotta Szepesi Mátyással a zenekart. 2012 decemberében debütáltak a Konyhanyelv című albumukkal, amelyet a Megadó Kiadó jelentetett meg. Második albumuk Elmentek a szörnyek címmel jelent meg 2014-ben, ezt az albumot már új bassszusgitárossal, Haller Dániellel vették fel.
2016-ban részt vettek a Hard Rock Café, Hard Rock Rising nemzetközi tehetségkutatójának budapesti döntőjén, ahol az "Év zenekarának" választották őket. 2019-ben a Petőfi Zenei Díjat az év szövegírója kategóriában Szepesi Mátyás kapta.

## Tagok
- Badics Márk: dob
- Haller Dániel: basszusgitár
- Szepesi Mátyás: ének és gitár

## Diszkográfia

### Stúdióalbumok
| Év   | Cím                 | Kiadó        |
| ---- | ------------------- | ------------ |
| 2012 | Konyhanyelv         | Megadó Kiadó |
| 2014 | Elmentek a szörnyek | Saját kiadás |
| 2016 | Különbéke           | Saját kiadás |
| 2018 | Álomból vár         | MMM Records  |
| 2021 | 5                   | MMM Records  |
| 2024 | Elveszíteni hoztam  | MMM Records  |

### Kislemezek
| Év   | Lemez                     |
| ---- | ------------------------- |
| 2016 | Idő Van Elég              |
| 2017 | Messze vagy               |
| 2018 | Hazaérsz                  |
| 2019 | Napjunk lapjai            |
| 2019 | Földrevaló                |
| 2019 | Még csak szavak           |
| 2020 | Mindig idebent            |
| 2020 | Mire vársz?               |
| 2021 | Kikövet?                  |
| 2021 | Tegnap éjjel              |
| 2022 | Hazahaza                  |
| 2022 | Pannonia Live Session     |
| 2022 | Szabadság híd             |
| 2023 | Harcoshalak               |
| 2023 | Passat (live)             |
| 2023 | Én és a pezsgőm           |
| 2024 | Nem mondhatok le magamról |
| 2024 | Hullámvasút               |
| 2024 | Bányató                   |
| 2024 | Magány                    |
| 2025 | Magamhoz közelebb         |